# Divisions administratives de Txad

Divisions administratives de Txad

Les divisions administratives del Txad han sigut canviades amb freqüència des de 1900, quan el territori va ser creat per primera vegada per França com a part del seu imperi colonial, amb el nom de Territoire Militaire des pays et protectorats du Tchad. La primera subdivisió va tenir lloc en 1910, quan es van establir 9 circumscripcions, denominades départements (departaments) en 1935 i régions (regions) en 1947. Les regions, a més, es van dividir en districtes.
En 1960, immediatament abans de la independència, les regions es van convertir en préfectures (prefectures) i els districtes en sous-prefectures (sotsprefectures). Les prefectures eren en origen 11 i més tard es van elevar a 14. En 1999 es van transformar en 28 departaments, per passar a ser, en 2002, 18 regions. Aquestes es divideixen en departaments, i aquests en sotsprefectures. Després d'una sèrie de divisions internes, en 2008 el número de regions va augmentar a 22. En 2012 la regió d'Ennedi es va dividir en Ennedi-Est i Ennedi-Oest, la qual cosa va donar lloc a les 23 regions actuals.

## Història
El 5 de setembre de 1900, un decret signat pel President francès Émile Loubet va crear oficialment el Territoire militaire des pays et protectorats du Tchad com a part del creixent imperi colonial francès. El nou territori es va posar sota el comandament d'un comissionat que responia davant l'Alt Comissionat del Congo Francés (anomenat Àfrica Equatorial Francesa (AEF) després de 1910), del qual el Txad n'era una circumscripció.
En 1906 el Txad es va fusionar amb l'Ubangui-Chari, convertint-se en un territori autònom dins de la colònia Oubangui-Chari-Txad, suprimida en 1916. En 1920, el Txad va quedar en peus d'igualtat amb les altres colònies de l'AEF (és a dir, Gabon, Ubangui-Chari i el Congo Mitjà).
No va ser fins a 1958, quan se li va concedir al Txad l'autonomia territorial, que el país es va separar de l'AEF. Dos anys més tard, el Txad es va independitzar totalment sota el govern de François Tombalbaye i del Partit Txadià Progressista.

## Circumscripcions de 1910
El primer governador general de l'Àfrica Equatorial Francesa, Martial Merlin, va establir en 1910, per a totes les colònies, una estructura en dos nivells. Aleshores el Txad es va dividir en 9 circumscripcions (circumscripcions), amb Fort-Lamy (actualment N'Djamena) com a capital; dos anys més tard es van crear subdivisions administratives per a les circumscripcions. La circumscripció Mayo-Kebbi va desaparèixer en 1911 quan la riba esquerra del riu Logone va ser cedida a la colònia alemanya de Kamerun com a part de l'intercanvi pel protectorat francès sobre el Marroc. La zona va ser represa per França arran de la Primera Guerra Mundial, i alguns anys més tard, en 1922, la circumscripció va ser restaurada i retornada al Txad. D'altra banda, Chari Mitjà va ser part d'Ubangui-Chari des de 1925 fins a 1933.
En 1914 es va afegir la nova circumscripció de Borkou-Ennedi, que va passar a dir-se Borkou-Ennedi-Tibesti en 1930, quan el Tibesti va passar del Níger al Txad.
| Nº | Circumscripcions, després departaments | Capital                 |
| -- | -------------------------------------- | ----------------------- |
| 1  | Baguirmi                               | Tchekna (Massénya)      |
| 2  | Baix Chari                             | Fort-Lamy               |
| 3  | Batha                                  | Ati                     |
| 4  | Kanem                                  | Mao                     |
| 5  | Logone                                 | Behagle (Laï)           |
| 6  | Mayo-Kebbi                             | Léré                    |
| 7  | Chari Mitjà                            | Fort-Archambault (Sarh) |
| 8  | Ouaddaï                                | Abéché                  |
| 9  | Salamat                                | Am Timan                |

## Departaments de 1934

### Centralització
En 1934 tot l'AEF va ser objecte d'una important reorganització administrativa, coneguda com a reforma Renard pel nom del governador general Edouard Renard. Amb la finalitat de reduir els costos de manteniment i transformar l'AEF en una colònia unitària dividida en 4 regions, el Txad va ser posat sota un comandant de regió que responia davant del governador-delegat a Bangui, que al seu torn estava sota el governador general a Brazzaville.
Les circumscripcions del Txad van prendre el nom de departaments i molts es van fusionar. Així mateix, dos departaments, Logone (unit al de Mayo-Kebbi) i Chari-Bangoran (format per Chari Mitjà i N'Délé) es van separar del Txad i es van col·locar directament sota l'administració de Bangui.

### Descentralització
La radicalitat d'aquestes mesures de centralització es va demostrar insostenible, provocant la seva reversió i la tornada, en 1936, a l'estructura anterior de l'AEF. Aquest any Logone i Chari Mitjà van ser retornats al Txad, mentre que tant Kanem-Batha com Chari-Baguirmi es van dividir restaurant les 10 subdivisions originals. En 1944 els departaments van ser reduïts a 9, quan Baix Chari i Baguirmi van ser fusionats de nou per a recrear Chari-Baguirmi.
En 1937 el Txad es va independitzar totalment de Bangui, però l'administrador va rebre el rang menor de comandant. A l'any següent el seu rang es va incrementar a governneur (governador), restablint una paritat completa entre les colònies d'AEF.